# Andrzej i Józefa Poranek
Andrzej Poranek (ur. 26 listopada 1904, zm. 8 marca 1962) i Józefa Poranek (z domu Biskup; ur. 13 września 1910, zm. 27 grudnia 1965) – polscy rolnicy, Sprawiedliwi wśród Narodów Świata.

## Życiorysy
Andrzej i Józefa Porankowie byli mieszkańcami wsi Skomlin Podczas II wojny światowej udzielili schronienia Jakubowi Kempnerowi, mieszkańcowi Skomlina narodowości żydowskiej. W dowód uznania, że z narażeniem życia swojego i swoich najbliższych uratowali Żyda prześladowanego w latach okupacji hitlerowskiej, Rada d.s. Sprawiedliwych Wśród Narodów Świata przy Jad Waszem 8 stycznia 1990 r. uhonorowała Andrzeja i Józefę Poranków medalem Sprawiedliwy wśród Narodów Świata, a ich nazwiska uwieczniono w Alei Sprawiedliwych w Jad Waszem w Jerozolimie.
W 1942 roku Jakub Kempner wraz z innymi Żydami ze Skomlina został wywieziony przez niemieckich okupantów do getta w Wieluniu, by po kilku dniach znaleźć się w transporcie do niemieckiego nazistowskiego obozu zagłady w Chełmnie nad Nerem. W drodze do obozu udało mu się oderwać deskę wagonu i wyskoczyć niepostrzeżenie z pociągu. Zorientował się wtedy, że jest niedaleko Skomlina i pod osłoną nocy przyszedł do domu Andrzeja i Józefy Poranek. Gdy Andrzej Poranek poznał Jakuba, zaprosił go do domu mówiąc: „Jakub, u mnie są drzwi dla Ciebie zawsze otwarte”. Słowa te przytoczył Jakub Kempner w liście, który napisał po wojnie do Andrzeja i Józefy Poranek. Jakub Kempner zamieszkał na strychu, gdzie Józefa Poranek podawała mu jedzenie, a w nocy schodził po drabinie, by zaczerpnąć świeżego powietrza.
Po wojnie Jakub Kempner zamieszkał w Izraelu. Z racji tego, że komunistyczne władze odmówiły mu przyznania wizy, mógł utrzymywać jedynie listowny kontakt listowy z małżeństwem Poranków a po ich śmierci także z ich dziećmi. Zmarł pod koniec lat 70. i jest pochowany na cmentarzu w Petach Tikva.